# Jam (Land)
Jam oder Ima war ein nubisches Land oder ein Ort, der in ägyptischen Quellen vom Alten bis zum Neuen Reich insgesamt 13 mal erwähnt wird. Eine Identifikation mit dem seit dem Neuen Reich immer wieder erwähnten Land Jrm, dem in meroitischen Inschriften genannten Ort Arame und dem modernen Volk der Oromo ist aus lautgeschichtlichen Gründen gut möglich, aber nicht zwingend. Möglicherweise zu Jam gehört die im Alten Reich erwähnte Hathor von Imaaw.
Die erste Erwähnung findet sich in der Biographie des Fürsten Weni, der unter Pepi I. und dessen Nachfolger Merenre Söldner aus Jam gegen semitische Beduinen und als Arbeitskräfte zur Beschaffung des für den Pyramidenbau notwendigen Baumaterials einsetzte. Etwa zur gleichen Zeit unternahm der Vorsteher der Fremdsprachigen Harchuf drei oder vier Reisen nach Jam, deren Reisewege in der Biographie des Harchuf kurz beschrieben sind. Von einer dieser Reisen brachte er einen „Zwerg“, möglicherweise einen Pygmäen aus Jam mit. Zum Ende des Alten Reiches existierte offenbar das Amt eines Vorstehers der Fremdsprachigen von Jam. Unter Sesostris III. erscheint Jam in Ächtungstexten, einige weitere Nennungen, vermutlich ohne eigenen Quellenwert, stammen von den Südvölkerlisten von Thutmosis III., Amenophis II. und Ramses III.
Bis heute wird die Lokalisation Jams stark diskutiert, besondere Bedeutung wird dabei der in der Inschrift des Harchuf genannten Route und der Reisedauer von sieben bzw. acht Monaten zugemessen. Vorgeschlagen wurden dabei das heutige Mahass, die Gegend des Zweiten Katarakts oder noch weiter nördlich, wofür die Tatsache, dass Jam Ägypten Söldner stellte, spräche, die Oase Dunkul, die Gegend um Kerma, Darfur, sowie das Wadai.